# Marieta Janaku
Marieta Janaku, gr. Μαριέττα Γιαννάκου (ur. 5 czerwca 1951 w Jeraki, zm. 27 lutego 2022 w Atenach) – grecka polityk i lekarka, była minister, posłanka krajowa, deputowana do Parlamentu Europejskiego.

## Życiorys
Ukończyła studia na wydziale medycznym Uniwersytetu Narodowego im. Kapodistriasa w Atenach. Specjalistka w zakresie neurologii i psychiatrii.
W 1974 zaangażowała się w działalność polityczną. Należała do założycieli ONNED, organizacji młodzieżowej nowej centroprawicowej partii politycznej – Nowa Demokracja. Została wkrótce sekretarzem generalnym ds. kontaktów międzynarodowych, a w 1977 weszła w skład komitetu wykonawczego. Wstąpiła też do samej Nowej Demokracji, w 1979 wybrano ją do zarządu krajowego tego ugrupowania. Pełniła szereg kierowniczych funkcji w ND, m.in. doradcy przewodniczącego partii i sekretarza ds. europejskich.
Od 1984 do 1990 i ponownie w latach 1999–2000 sprawowała mandat posłanki do Parlamentu Europejskiego. W okresie 1990–1991 zajmowała stanowisko ministra zdrowia i ochrony socjalnej. W latach 1990–1999 i 2000–2007 była deputowaną do Parlamentu Hellenów, reprezentowała go w Konwencie Unii Europejskiej. Od 2004 do 2007 ponownie wchodziła w skład greckiego gabinetu jako minister edukacji narodowej i spraw religijnych w rządzie Kostasa Karamanlisa. Podjęte przez nią reformy w celu modernizacji systemu kształcenia uniwersyteckiego doprowadziły w 2006 do masowych demonstracji studenckich, a później także zamieszek w trakcie manifestacji organizowanych m.in. przez komunistów. W 2007 Marieta Janaku nie uzyskała reelekcji w wyborach krajowych, odeszła także z administracji rządowej.
W 2008 trafiła w ciężkim stanie do szpitala w związku z komplikacjami po złamaniu prawej nogi w wyniku upadku rok wcześniej. Po stwierdzeniu zagrożenia sepsą przeszła operację amputacji tej kończyny powyżej kolana. Marieta Janaku po udanej rehabilitacji powróciła do aktywności politycznej. W wyborach w 2009, kandydując jako lider listy wyborczej ND, ponownie uzyskała mandat eurodeputowanej. Przystąpiła do Komisji Spraw Zagranicznych, Podkomisji Praw Człowieka oraz grupy Europejskiej Partii Ludowej. W Europarlamencie zasiadała do 2014. W wyborach w 2019 została wybrana do Parlamentu Hellenów.

## Odznaczenia
Odznaczona m.in. Krzyżem Komandorskim Orderu Zasługi Rzeczypospolitej Polskiej.